# Verdinglichung (Rechtswissenschaft)
Verdinglichung ist ein Ausdruck, der in der Zivilrechtswissenschaft von Dulckeit im Rückgriff auf Hegel eingeführt wurde. Er benennt den Vorgang, dass ein Forderungsrecht durch Besitzerwerb zum dinglichen Recht erstarkt und damit auch Wirkungen gegen Dritte zeigt; typisches Beispiel im BGB ist die Vormerkung.
Die Verdinglichung als Begriff des deutschen Wohnungseigentumsrechts wird hier erklärt: Verdinglichung (Wohnungseigentum)